# Mujeres Creando

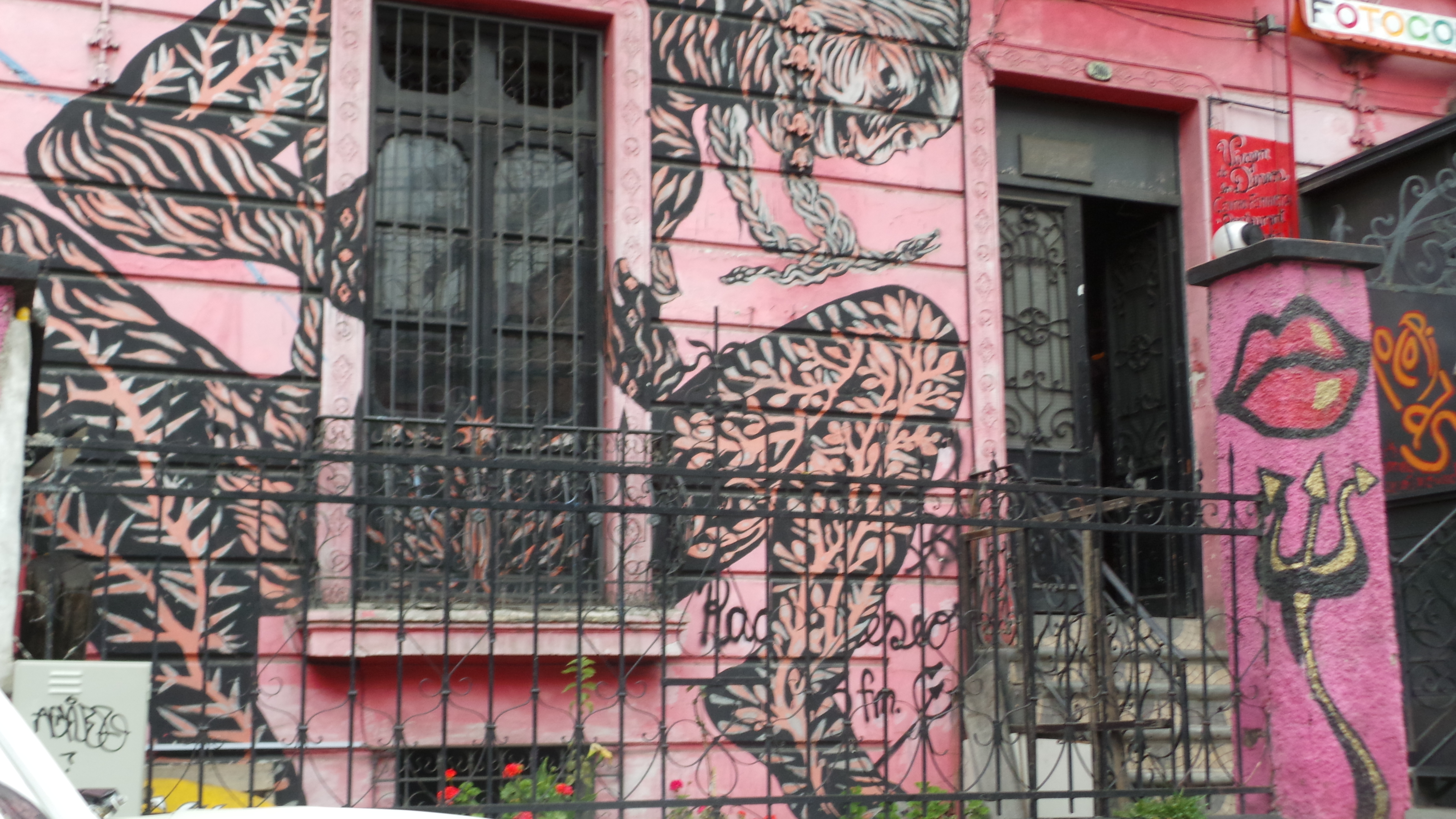
Fasada głównej siedziby kolektywu

Mujeres Creando (hiszp. Kobiety Tworzą) – boliwijski kolektyw o profilu anarcho-feministycznym, który bierze aktywny udział w szeregu działań promujących równość płci, a także zwalczających seksizm, rasizm, homofobię czy ubóstwo. Grupa została założona przez Maríę Galindo, Monikę Mendozę i Julietę Paredes w 1992.   

## Działalność
Siedziba kolektywu znajduje się w miejscowości La Paz, gdzie prowadzi dom kultury Virgen de los Deseos (hiszp. Matka Boska od pragnień). W budynku funkcjonuje również restauracja, schronisko dla kobiet w potrzebie oraz rozgłośnia radia Deseo, z cotygodniowym programem. Ponadto kolektyw publikuje gazetę Mujer Pública (hiszp. Kobieta Publiczna). Grupa działa również na polu propagandowym, angażuje się w teatr uliczny, street art czy akcje bezpośrednie. 
Mujeres Creando zyskało międzynarodowy rozgłos dzięki zaangażowaniu się w okupacje Boliwijskiej Agencji Nadzoru Bankowości w 2001, w imieniu organizacji Deudora, która skupiała osoby zadłużone wobec instytucji udzielających mikrokredytów. Protestujący uzbrojeni w dynamit i koktajle mołotowa, domagali się całkowitego umorzenia długów i osiągnęli częściowy sukces. Julieta Ojeda, członkini Mujeres Creando, wyjaśniła, że "w rzeczywistości instytucje finansowe dopuszczały się lichwy i wymuszeń, oszukiwały ludzi wykorzystując ich niewiedzę, nakłaniając ich do podpisywania kontraktów, których nie rozumieli". Mujeres Creando zaprzeczyło, jakoby członkowie grupy bezpośrednio uczestniczyli w protestach.